# Distretto di Down
Il distretto di Down era una delle suddivisioni amministrative dell'Irlanda del Nord, nel Regno Unito. Fu creato nel 1973. Apparteneva alla contea storica del Down.
A partire dal 1º aprile 2015 il distretto di Down è stato unito a quello di Newry e Mourne per costituire il distretto di Newry, Mourne e Down.